# 프란치스코 발두치 페골로티

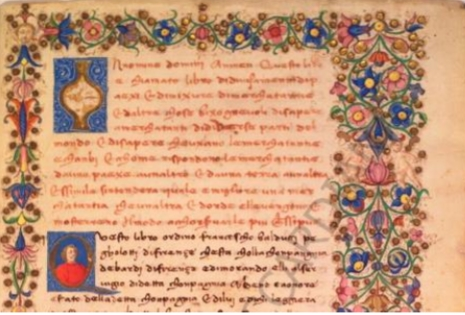
페골로티 프라티카 리치.2441 표본 반 페이지.

프란체스코 발두치 페골로티(Francesco Balducci Pegolotti, 활동 1290 – 1347), 또는 프란체스코 디 발두치오,는 피렌체의 상인이자 정치인이었다.

## 삶
그의 아버지 발두치오 페골로티는 1311년에 시에나와의 상업 협상에서 피렌체를 대표했다. 그의 형제 리니에리 디 발두치오는 1332년 금 운송품 실종에 공모한 혐의를 받았다.
프란체스코 페골로티 자신은 바르디 상회의 상인이었으며, 이 자격으로 1315년(또는 그 이전)부터 1317년까지 안트베르펜에 있었다. 그는 1317년부터 1321년까지 런던 지점의 이사였으며, 에드워드 2세와 직접 거래한 것으로 기록되어 있다(발두흐로). 그는 1324년부터 1327년까지, 그리고 다시 1335년에 키프로스에 있었다. 1324년 파마구스타에서 그는 바르디 상회와 도시에 있는 바르디 대표에 의해 피렌체 상인으로 확인된 사람들을 위한 관세 인하를 협상했다. 1335년 그는 킬리키아 아르메니아 왕국의 왕으로부터 피렌체 무역에 대한 특권을 얻었다. 1331년과 다시 1342년에 그는 곤팔리오네레 디 콤파냐로서 피렌체 정치에 참여했다. 1346년에는 더 높은 직위인 곤팔리오네레 디 지우스티치아를 맡았다. 1347년 바르디 상회가 파산했을 때, 페골로티는 파산의 여파를 처리한 사람들 중 한 명이었다.

## 작품
1335년에서 1343년 사이에 그는 그를 유명하게 만든 작품, "국가 설명과 상업에 사용되는 측정 및 상인들이 알아야 할 기타 필요한 것들에 대한 책"(이탈리아어: Libro di divisamenti di paesi e di misuri di mercatanzie e daltre cose bisognevoli di sapere a mercatanti)을 편찬했는데, 이는 일반적으로 상업의 실제(Pratica della mercatura)로 알려져 있다. 상업에서 사용되는 이탈리아 및 외국어 용어 용어 사전으로 시작하여, 이 실무서는 당시 이탈리아 상인들에게 알려진 거의 모든 주요 무역 도시들; 다양한 지역의 수입과 수출; 각 지역에서 통용되는 상업 관습; 그리고 통화, 무게, 측정의 비교 가치를 설명한다. 페골로티가 설명한 가장 먼 무역 경로는 아조프에서 아스트라한, 히바, 오트라르, 쿨자를 거쳐 베이징시까지이다. 그는 또한 튀르키예 킬리키아 해안의 아야스에서 시바스, 에르징안, 에르제룸을 거쳐 페르시아의 타브리즈까지의 경로를 상세히 설명한다.